# Saint-Sernin-du-Plain
Saint-Sernin-du-Plain is een gemeente in het Franse departement Saône-et-Loire (regio Bourgogne-Franche-Comté) en telt 597 inwoners (2004). De plaats maakt deel uit van het arrondissement Autun.

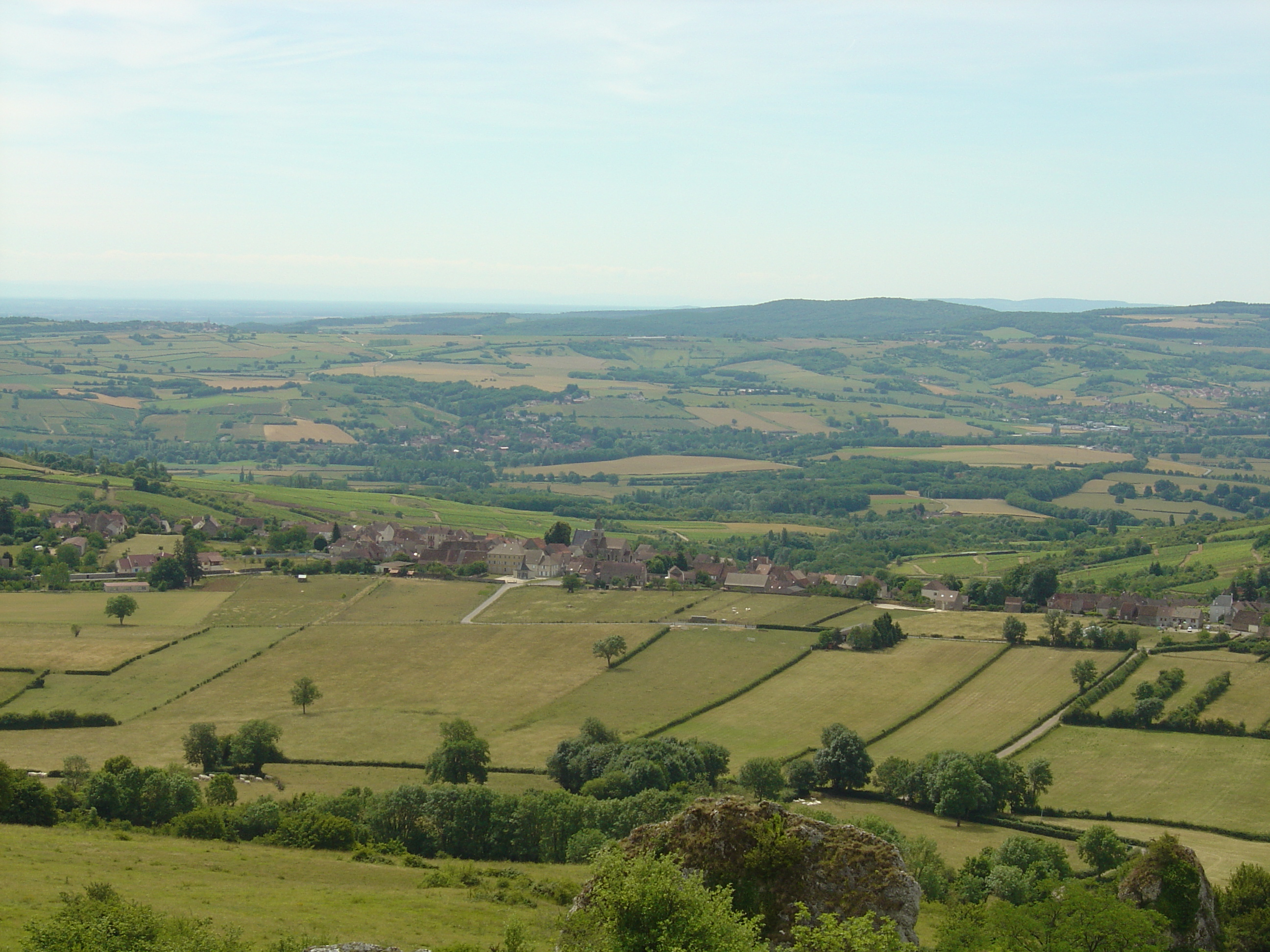
Saint-Sernin-du-Plain
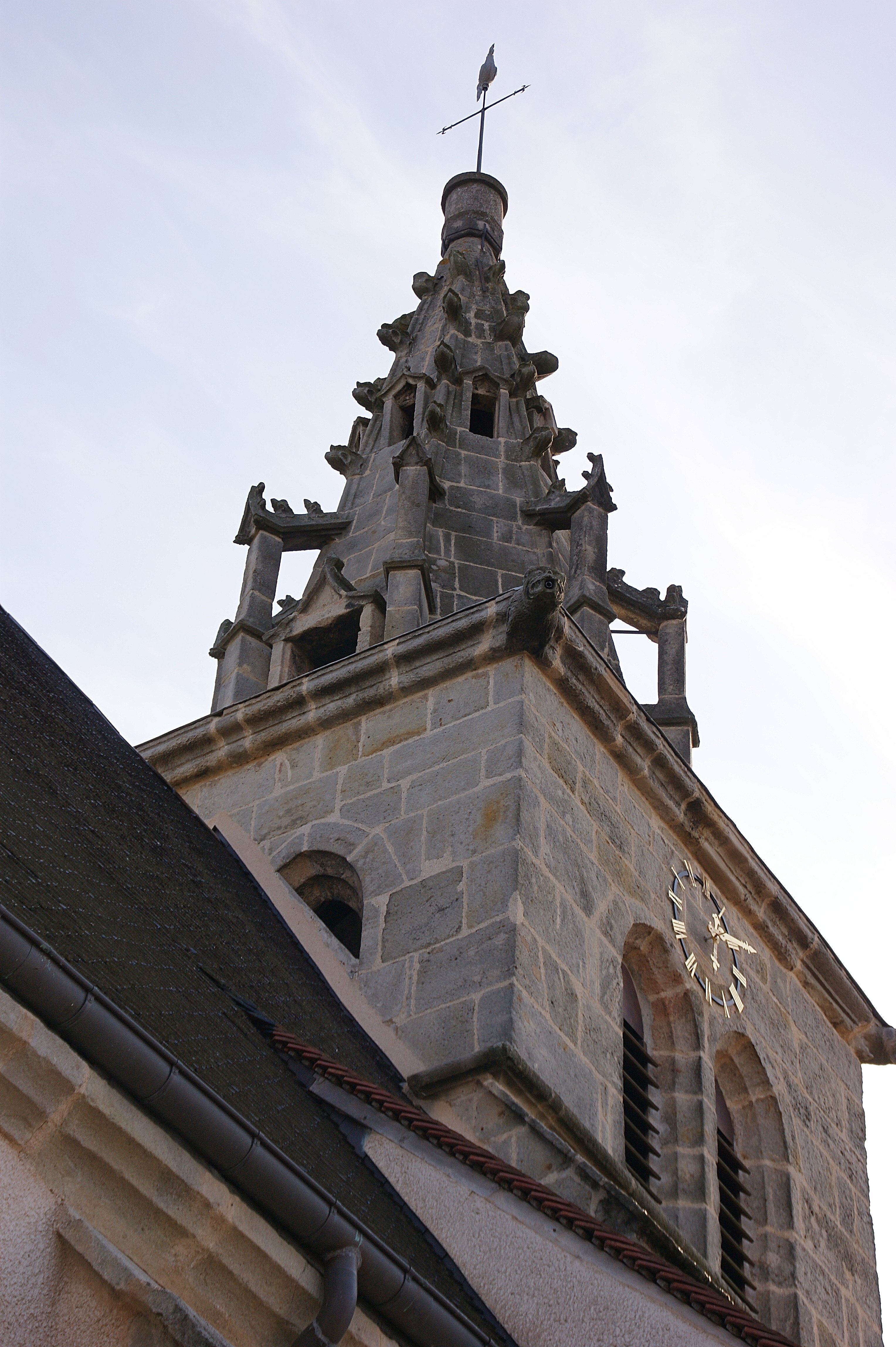
Kerk van Saint-Sernin-du-Plain

## Geografie
De oppervlakte van Saint-Sernin-du-Plain bedraagt 14,6 km², de bevolkingsdichtheid is 40,9 inwoners per km².
De onderstaande kaart toont de ligging van Saint-Sernin-du-Plain met de belangrijkste infrastructuur en aangrenzende gemeenten.

## Demografie
Onderstaande figuur toont het verloop van het inwonertal (bron: INSEE-tellingen).